# Todd Woodbridge
Pour les articles homonymes, voir Woodbridge.
Todd Woodbridge, né le 2 avril 1971 à Sydney, est un ancien joueur de tennis professionnel australien.
Il est surtout connu comme étant l'un des deux Woodies, surnom donné à l'équipe de double qu'il formait avec son compatriote Mark Woodforde. Les Woodies ont ainsi remporté 61 tournois de double jusqu'à la fin de sa carrière en 2000, dont 11 tournois du Grand Chelem, ainsi que deux Master Cup en 1992 et 1996.
Avec Mark Woodforde, Woodbridge a également remporté deux médailles olympiques, la médaille d'or à Atlanta en 1996, puis l'argent à Sydney en 2000, devant son public.
En 2010, les Woodies sont consacrés membres de l'International Tennis Hall of Fame.

## Biographie
Todd Woodbridge effectue une brillante carrière junior, puisqu'il remporte sept titres en doubles entre 1987 et 1989, dont trois fois l'Open d'Australie.
Sa carrière professionnelle à proprement parler débute en 1988. Bon joueur en simple - il atteint le 19e rang mondial en 1997 après sa demi-finale à Wimbledon - il est cependant essentiellement réputé comme étant l'un des meilleurs joueurs de double des années 1990 et du début des années 2000. Il a ainsi remporté 16 titres en Grand Chelem en double messieurs et 6 en double mixte.
Todd Woodbridge a d'abord joué avec son compatriote Mark Woodforde. Ils portèrent même le surnom des Woodies à la fin de leur brillante carrière. Les Woodies ont ainsi remporté ensemble 61 titres (record pour une même paire de joueurs, jusqu'à ce qu'il soit battu par les frères Bob et Mike Bryan à l'été 2010) dont 11 tournois du Grand Chelem ainsi que 2 Master Cup en 1992 et 1996.
Après la retraite de Woodforde en 2000, Woodbridge remporta avec Björkman cinq nouveaux titres du Grand Chelem en quatre ans. En 2004, Woodbridge se sépara de Björkman, et prit pour partenaire l'Indien Mahesh Bhupathi, qui terminait quant à lui son partenariat avec le Biélorusse Max Mirnyi. Par coïncidence, Björkman et Mirnyi jouèrent par la suite ensemble.
En 2005, Woodbridge prit sa retraite après Wimbledon, après une brillante carrière de 17 années, où il a remporté 83 tournois en double. Depuis 2006, Woodbridge assure les commentaires de l'Open d'Australie.
Woodbridge a également remporté 2 médailles olympiques en collaboration avec Mark Woodforde : la médaille d'or à Atlanta en 1996 et la médaille d'argent chez lui, à Sydney en 2000.
En 2010, les Woodies sont consacrés membres du International Tennis Hall of Fame.

## Palmarès

### En double messieurs
| 83 titres en double | 16 G. Chelem | 16 G. Chelem | 16 G. Chelem | 16 G. Chelem | 2 Masters  | 2 Masters  | 2 Masters    | 2 Masters    | 18 Masters 1000 | 18 Masters 1000 | 18 Masters 1000 | 18 Masters 1000 | 12 ATP 500          | 12 ATP 500          | 12 ATP 500          | 12 ATP 500          | 34 ATP 250          | 34 ATP 250          | 34 ATP 250      | 34 ATP 250      | 1 JO            | 1 JO            | 1 JO            | 1 JO            |
| 83 titres en double | 41 sur dur   | 41 sur dur   | 41 sur dur   | 41 sur dur   | 41 sur dur | 41 sur dur | 15 sur gazon | 15 sur gazon | 15 sur gazon    | 15 sur gazon    | 15 sur gazon    | 15 sur gazon    | 13 sur terre battue | 13 sur terre battue | 13 sur terre battue | 13 sur terre battue | 13 sur terre battue | 13 sur terre battue | 14 sur moquette | 14 sur moquette | 14 sur moquette | 14 sur moquette | 14 sur moquette | 14 sur moquette |

## Parcours dans les tournois duGrand Chelem

### En simple
| Année | Open d'Australie | Open d'Australie | Internationaux de France | Internationaux de France | Wimbledon       | Wimbledon      | US Open         | US Open      |
| ----- | ---------------- | ---------------- | ------------------------ | ------------------------ | --------------- | -------------- | --------------- | ------------ |
| 1988  | 2e tour (1/32)   | J. Stoltenberg   | 1er tour (1/64)          | J. Bates                 | 1er tour (1/64) | P. Cash        | —               | —            |
| 1989  | 2e tour (1/32)   | J. Kriek         | —                        | —                        | 2e tour (1/32)  | S. Edberg      | —               | —            |
| 1990  | 3e tour (1/16)   | P. Sampras       | 2e tour (1/32)           | A. Agassi                | 1er tour (1/64) | J. Stoltenberg | 1er tour (1/64) | J. Svensson  |
| 1991  | 1/8 de finale    | G. Forget        | 2e tour (1/32)           | Bo. Becker               | 3e tour (1/16)  | J. Gunnarsson  | 3e tour (1/16)  | I. Lendl     |
| 1992  | 1er tour (1/64)  | A. Volkov        | 3e tour (1/16)           | A. Medvedev              | 2e tour (1/32)  | P. Sampras     | 2e tour (1/32)  | M. Woodforde |
| 1993  | 3e tour (1/16)   | K. Carlsen       | 2e tour (1/32)           | J. Arrese                | 2e tour (1/32)  | M. Chang       | 2e tour (1/32)  | R. Fromberg  |
| 1994  | 2e tour (1/32)   | H. Holm          | —                        | —                        | —               | —              | 3e tour (1/16)  | K. Nováček   |
| 1995  | 1er tour (1/64)  | W. Masur         | 2e tour (1/32)           | A. Agassi                | 3e tour (1/16)  | D. Norman      | 3e tour (1/16)  | M. Chang     |
| 1996  | 3e tour (1/16)   | J. Courier       | 3e tour (1/16)           | R. Krajicek              | 2e tour (1/32)  | M. Gustafsson  | 1er tour (1/64) | P. Campana   |
| 1997  | 3e tour (1/16)   | M. Washington    | 2e tour (1/32)           | H. Arazi                 | 1/2 finale      | P. Sampras     | 2e tour (1/32)  | H. Gumy      |
| 1998  | 1/8 de finale    | N. Escudé        | 3e tour (1/16)           | F. Meligeni              | 3e tour (1/16)  | T. Martin      | 1er tour (1/64) | M. Kohlmann  |
| 1999  | 1er tour (1/64)  | M. Rosset        | 1er tour (1/64)          | Á. López Morón           | 2e tour (1/32)  | R. Krajicek    | —               | —            |
| 2000  | 2e tour (1/32)   | M. Zabaleta      | —                        | —                        | 2e tour (1/32)  | P. Rafter      | —               | —            |
| 2001  | 1er tour (1/64)  | M. Zabaleta      | —                        | —                        | 2e tour (1/32)  | R. Sluiter     | —               | —            |

N.B. : à droite du résultat se trouve le nom de l'ultime adversaire.

### En double
| Année | Open d'Australie               | Open d'Australie          | Internationaux de France     | Internationaux de France   | Wimbledon                      | Wimbledon               | US Open                        | US Open                  |
| ----- | ------------------------------ | ------------------------- | ---------------------------- | -------------------------- | ------------------------------ | ----------------------- | ------------------------------ | ------------------------ |
| 1988  | 1er tour (1/32) J. Stoltenberg | C. Limberger M. Woodforde | 1/8 de finale J. Stoltenberg | J. Fitzgerald A. Järryd    | 1er tour (1/32) J. Stoltenberg | G. Connell G. Michibata | 1er tour (1/32) J. Stoltenberg | W. Masur M. Woodforde    |
| 1989  | 1er tour (1/32) J. Stoltenberg | S. Edberg J. Grabb        | —                            | —                          | —                              | —                       | 1er tour (1/32) M. Gustafsson  | T. Nelson P. Wekesa      |
| 1990  | 1/8 de finale S. Youl          | P. Cash S. Edberg         | 1/4 de finale J. Stoltenberg | G. Ivanišević P. Korda     | 1/4 de finale J. Stoltenberg   | R. Leach J. Pugh        | 2e tour (1/16) J. Stoltenberg  | S. Bruguera T. Carbonell |
| 1991  | 1/2 finale M. Woodforde        | P. McEnroe D. Wheaton     | 1/8 de finale M. Woodforde   | G. Connell G. Michibata    | 1/4 de finale M. Woodforde     | W. Ferreira P. Norval   | 1/2 finale M. Woodforde        | J. Fitzgerald A. Järryd  |
| 1992  | Victoire M. Woodforde          | K. Jones R. Leach         | 1/8 de finale M. Woodforde   | M. Kratzmann W. Masur      | 1/2 finale M. Woodforde        | J. Grabb R. Reneberg    | 1/2 finale M. Woodforde        | K. Jones R. Leach        |
| 1993  | 1er tour (1/32) M. Woodforde   | G. Muller J. Sánchez      | 1/2 finale M. Woodforde      | M.-K. Goellner D. Prinosil | Victoire M. Woodforde          | G. Connell P. Galbraith | 1/8 de finale M. Woodforde     | D. Adams A. Olhovskiy    |
| 1994  | 1/4 de finale M. Woodforde     | J. Apell J. Björkman      | 1/4 de finale M. Woodforde   | J. Apell J. Björkman       | Victoire M. Woodforde          | G. Connell P. Galbraith | Finale M. Woodforde            | J. Eltingh P. Haarhuis   |
| 1995  | 1/8 de finale M. Woodforde     | M. Knowles D. Nestor      | 1er tour (1/32) M. Woodforde | C. Brandi L. Pimek         | Victoire M. Woodforde          | R. Leach S. Melville    | Victoire M. Woodforde          | A. O'Brien S. Stolle     |
| 1996  | 1er tour (1/32) M. Woodforde   | J. Eagle A. Florent       | 1/2 finale M. Woodforde      | G. Forget J. Hlasek        | Victoire M. Woodforde          | B. Black G. Connell     | Victoire M. Woodforde          | J. Eltingh P. Haarhuis   |
| 1997  | Victoire M. Woodforde          | S. Lareau A. O'Brien      | Finale M. Woodforde          | I. Kafelnikov D. Vacek     | Victoire M. Woodforde          | J. Eltingh P. Haarhuis  | 1er tour (1/32) M. Woodforde   | T. Kempers M. Oosting    |
| 1998  | Finale M. Woodforde            | J. Björkman J. Eltingh    | 1/8 de finale M. Woodforde   | M. Knowles D. Nestor       | Finale M. Woodforde            | J. Eltingh P. Haarhuis  | 1/8 de finale M. Woodforde     | S. Stolle C. Suk         |
| 1999  | 1/2 finale M. Woodforde        | J. Björkman P. Rafter     | 1er tour (1/32) M. Woodforde | N. Đorđević G. Köves       | 1/4 de finale M. Woodforde     | P. Haarhuis J. Palmer   | 1/4 de finale M. Woodforde     | S. Lareau A. O'Brien     |
| 2000  | 1/2 finale M. Woodforde        | E. Ferreira R. Leach      | Victoire M. Woodforde        | P. Haarhuis S. Stolle      | Victoire M. Woodforde          | P. Haarhuis S. Stolle   | 2e tour (1/16) M. Woodforde    | L. Hewitt M. Mirnyi      |
| 2001  | Victoire J. Björkman           | B. Black D. Prinosil      | 1/4 de finale J. Björkman    | M. Hill J. Tarango         | 1/8 de finale J. Björkman      | B. Bryan M. Bryan       | 1/8 de finale J. Björkman      | P. Haarhuis S. Schalken  |
| 2002  | 2e tour (1/16) J. Björkman     | T. Cibulec D. Vacek       | 1/4 de finale J. Björkman    | P. Haarhuis I. Kafelnikov  | Victoire J. Björkman           | M. Knowles D. Nestor    | 1/2 finale J. Björkman         | J. Novák R. Štěpánek     |
| 2003  | 1/4 de finale N. Lapentti      | M. Llodra F. Santoro      | 2e tour (1/16) J. Björkman   | L. Arnold Ker M. Hood      | Victoire J. Björkman           | M. Bhupathi M. Mirnyi   | Victoire J. Björkman           | B. Bryan M. Bryan        |
| 2004  | 1/2 finale J. Björkman         | B. Bryan M. Bryan         | 1/8 de finale J. Björkman    | X. Malisse O. Rochus       | Victoire J. Björkman           | J. Knowle N. Zimonjić   | 1/8 de finale J. Björkman      | L. Paes D. Rikl          |
| 2005  | 1/4 de finale M. Bhupathi      | W. Black K. Ullyett       | 1er tour (1/32) M. Bhupathi  | K. Kim Lee H-t.            | 2e tour (1/16) M. Bhupathi     | S. Huss W. Moodie       | —                              | —                        |

N.B. : le nom du ou de la partenaire se trouve sous le résultat ; le nom des ultimes adversaires se trouve à droite.

### En double mixte
N.B. : le nom de la partenaire se trouve sous le résultat ; le nom des ultimes adversaires se trouve à droite.

## Participation aux Masters

### En double
| Année | Ville        | Surface         | Partenaire     | Résultats | Résultat final    |
| ----- | ------------ | --------------- | -------------- | --------- | ----------------- |
| 1991  | Johannesburg | Dur indoor      | Mark Woodforde | 2v, 2d    | Demi-finaliste    |
| 1992  | Johannesburg | Dur ext.        | Mark Woodforde | 4v, 1d    | Vainqueur         |
| 1993  | Johannesburg | Dur indoor      | Mark Woodforde | 3v, 2d    | Finaliste         |
| 1994  | Jakarta      | Dur indoor      | Mark Woodforde | 4v, 1d    | Finaliste         |
| 1995  | Eindhoven    | Moquette indoor | Mark Woodforde | 3v, 1d    | Demi-finaliste    |
| 1996  | Hartford     | Moquette indoor | Mark Woodforde | 4v, 1d    | Vainqueur         |
| 1997  | Hartford     | Moquette indoor | Mark Woodforde | 2v, 1d    | Éliminé en poules |
| 1998  | Hartford     | Moquette indoor | Mark Woodforde | 0v, 3d    | Éliminé en poules |
| 1999  | Hartford     | Moquette indoor | Mark Woodforde | 3v, 1d    | Demi-finaliste    |
| 2003  | Houston      | Dur ext.        | Jonas Björkman | 1v, 2d    | Éliminé en poules |
| 2004  | Houston      | Dur ext.        | Jonas Björkman | 3v, 1d    | Demi-finaliste    |

## Parcours dans lesMasters 1000
| Année | Indian Wells          | Miami                     | Monte-Carlo          | Hambourg | Rome                 | Canada               | Cincinnati             | Stockholm puis Essen puis Stuttgart | Paris                     |
| ----- | --------------------- | ------------------------- | -------------------- | -------- | -------------------- | -------------------- | ---------------------- | ----------------------------------- | ------------------------- |
| 1990  | —                     | —                         | —                    | —        | —                    | —                    | 1er tour T. Witsken    | 1er tour M. Wilander                | —                         |
| 1991  | —                     | —                         | —                    | —        | 1er tour E. Sánchez  | —                    | 1er tour A. Cherkasov  | 2e tour I. Lendl                    | 1er tour Washington       |
| 1992  | 1er tour J. Hlasek    | —                         | —                    | —        | —                    | —                    | 1/8 de finale J. Grabb | 2e tour P. Sampras                  | —                         |
| 1993  | —                     | —                         | —                    | —        | —                    | 2e tour W. Ferreira  | —                      | —                                   | —                         |
| 1994  | —                     | 1er tour F. Meligeni      | —                    | —        | —                    | —                    | 2e tour W. Ferreira    | 1er tour C. Bergström               | —                         |
| 1995  | 1er tour F. Santoro   | 1/8 de finale W. Ferreira | —                    | —        | —                    | —                    | 2e tour M. Stich       | 1er tour A. Boetsch                 | 1er tour Washington       |
| 1996  | 2e tour J. Courier    | 3e tour M. Rosset         | —                    | —        | —                    | Finale W. Ferreira   | 1er tour P. Korda      | 2e tour M. Chang                    | 1er tour A. Boetsch       |
| 1997  | 2e tour Philippoussis | 2e tour M. Tillström      | —                    | —        | 1er tour P. Haarhuis | —                    | 2e tour G. Kuerten     | 1er tour M. Larsson                 | 1/8 de finale J. Björkman |
| 1998  | 1er tour A. Agassi    | —                         | 1er tour Berasategui | —        | —                    | —                    | 1er tour M. Chang      | —                                   | 2e tour M. Ríos           |
| 1999  | 1er tour T. Martin    | 1er tour M. Damm          | —                    | —        | —                    | 1er tour R. Reneberg | —                      | —                                   | —                         |

N.B. : sous le résultat se trouve le nom de l’ultime adversaire.

## Classements ATP en fin de saison

### En simple
| Année | 1986 | 1987 | 1988 | 1989 | 1990 | 1991 | 1992 | 1993 | 1994 | 1995 | 1996 | 1997 | 1998 | 1999 | 2000 | 2001 |
| Rang  | 526  | 420  | 213  | 131  | 50   | 77   | 54   | 109  | 90   | 33   | 36   | 26   | 65   | 198  | 187  | 207  |

### En double
| Année | 1986 | 1987 | 1988 | 1989 | 1990 | 1991 | 1992 | 1993 | 1994 | 1995 | 1996 | 1997 | 1998 | 1999 | 2000 | 2001 | 2002 | 2003 | 2004 | 2005 |
| Rang  | 751  | 348  | 89   | 181  | 25   | 7    | 2    | 3    | 5    | 1    | 1    | 1    | 5    | 8    | 2    | 2    | 5    | 5    | 6    | 39   |

### Périodes au rang de numéro un mondial en double
| Précédés par                | Dates                   | Suivis par                  | Nombre de semaines | Cumul |
| --------------------------- | ----------------------- | --------------------------- | ------------------ | ----- |
| Anders Järryd               | 06/07/1992 - 19/07/1992 | Anders Järryd               | 2                  | 2     |
| Anders Järryd               | 17/08/1992 - 13/09/1992 | Jim Grabb                   | 4                  | 6     |
| Jim Grabb                   | 02/11/1992 - 15/11/1992 | Mark Woodforde              | 2                  | 8     |
| Richey Reneberg             | 14/06/1993 - 17/10/1993 | Patrick Galbraith           | 18                 | 26    |
| Patrick Galbraith           | 08/11/1993 - 14/11/1993 | Grant Connell               | 1                  | 27    |
| Jacco Eltingh Paul Haarhuis | 11/09/1995 - 29/10/1995 | Jacco Eltingh Paul Haarhuis | 7                  | 34    |
| Jacco Eltingh Paul Haarhuis | 06/11/1995 - 29/03/1998 | Jacco Eltingh               | 125                | 159   |
| Alex O'Brien                | 12/06/2000 - 29/10/2000 | Mark Woodforde              | 20                 | 179   |
| Mark Woodforde              | 08/01/2001 - 08/07/2001 | Jonas Björkman              | 26                 | 205   |

## Meilleures performances en simple
Ses 10 victoires sur les joueurs les mieux classés (Top 11)
- Tournoi de tennis de New Haven 1990 : b.  Michael Chang (no 10) au 2e tour (6-3, 1-6, 6-3)
- Tournoi de tennis de Sydney 1990 : b.  Brad Gilbert (no 10) au 2e tour (7-6, 6-3)
- Open d'Australie 1991 : b.  Jonas Svensson (no 11) au 3e tour (7-5, 6-2, 6-1)
- Tournoi de Sydney outdoor 1992 : b.  Michael Stich (no 4) au 1er tour (4-6, 6-1, 6-1)
- Tournoi de Tokyo outdoor 1992 : b.  Michael Chang (no 8) au 2e tour (6-3, 3-6, 7-65)
- Masters du Canada 1996 : b.  Marcelo Ríos (no 11) en demi-finale (6-0, 6-3)
- Tournoi de Wimbledon 1997 : b.  Michael Chang (no 2) au 1er tour (7-65, 3-6, 6-2, 3-6, 8-6)
- Masters de Paris-Bercy 1997 : b.  Carlos Moyà (no 7) au 2e tour (7-61, 6-2)
- Open d'Australie 1998 : b.  Greg Rusedski (no 6) au 3e tour (7-65, 6-4, 6-2)
- Roland-Garros 1998 : b.  Karol Kučera (no 9) au 1er tour (1-6, 6-2, 6-4, 6-3)